# USS Laboon (DDG 58)
Az USS Laboon (DDG 58) egy irányított rakétákkal felszerelt romboló, az Amerikai Haditengerészet által üzemeltetett Arleigh Burke osztály egysége. Az osztályt John Francis Laboon századosról (1921–1988) nevezték el, a második világháború alatt tábori lelkészként szolgált az USS Peto (SS-265) tengeralattjárón és megkapta a Silver Star kitüntetést.
A Laboon építését 1992. március 23-án kezdték meg a Maine államban található Bath Iron Works hajóépítő műhelyben. A hajót 1993. február 20-án bocsátották vízre és 1995 március 18-án állt szolgálatba. Első parancsnoka Douglas D. McDonald kapitány volt.
A Laboon 1996-ban részt vett egy Irak elleni támadásban, Tomahawk robotrepülőgépeket lőtt ki iraki célpontok ellen. Az Arleigh Burke osztály egységei közül ezzel a Laboon volt az első, amely éles harci bevetést hajtott végre. Emellett a Laboon részt vett az Irak ellen bevezetett ENSZ-embargó betartatásában is, összesen 19 teherhajót állított meg és vizsgált át személyzete.
1998-ban részt vett a NATO Dynamic Response 98 hadgyakorlatán az USS Wasp kétéltű harccsoportjának részeként.
2012. szeptember 12-én a Laboon-t Líbia parti vizeire vezényelték, a Pentagon indoklása alapján azért, hogy "szükség esetén" csapást tudjon mérni líbiai célpontok ellen. Erre azután került sor, hogy a kelet-líbiai Bengázi városában ismeretlen fegyveresek megtámadták az amerikai konzulátus épületét és megölték a nagykövetet és három munkatársát.

## Galéria

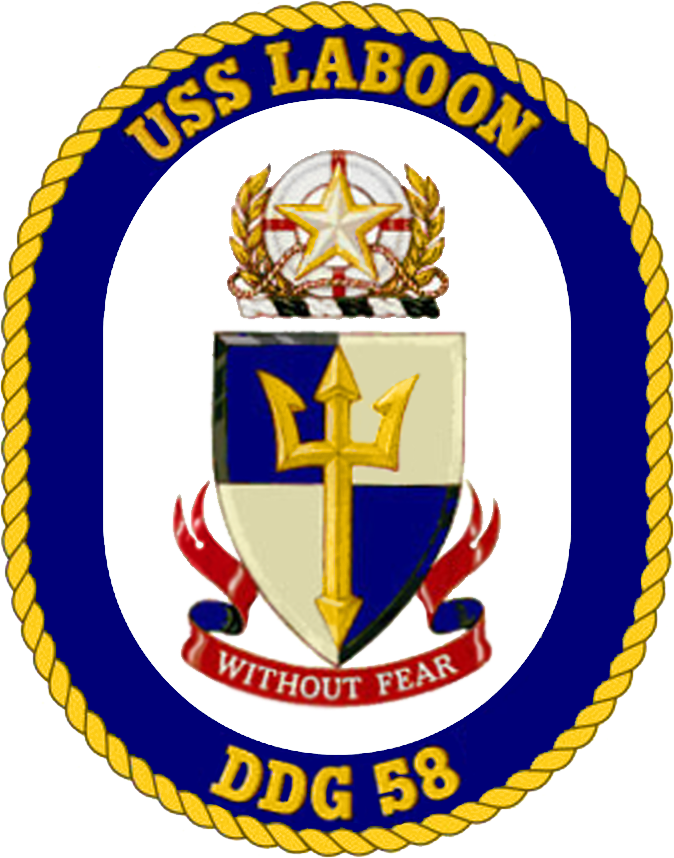
A Laboon jelképe
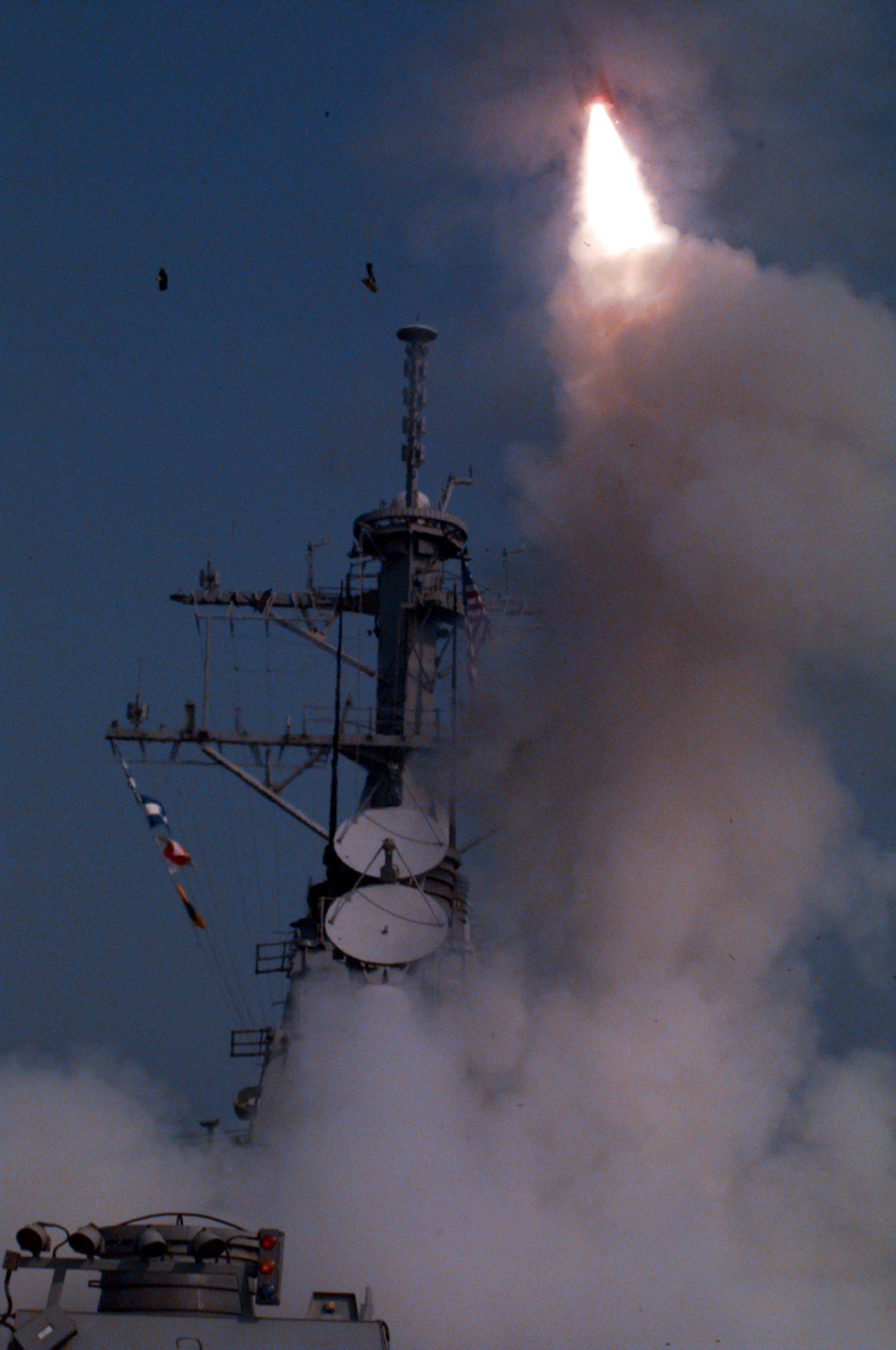
Egy a 8 Tomahawk cirkálórakéta közül, amelyeket a Laboon 1996. szeptember 3-án lőtt ki iraki célpontok ellen
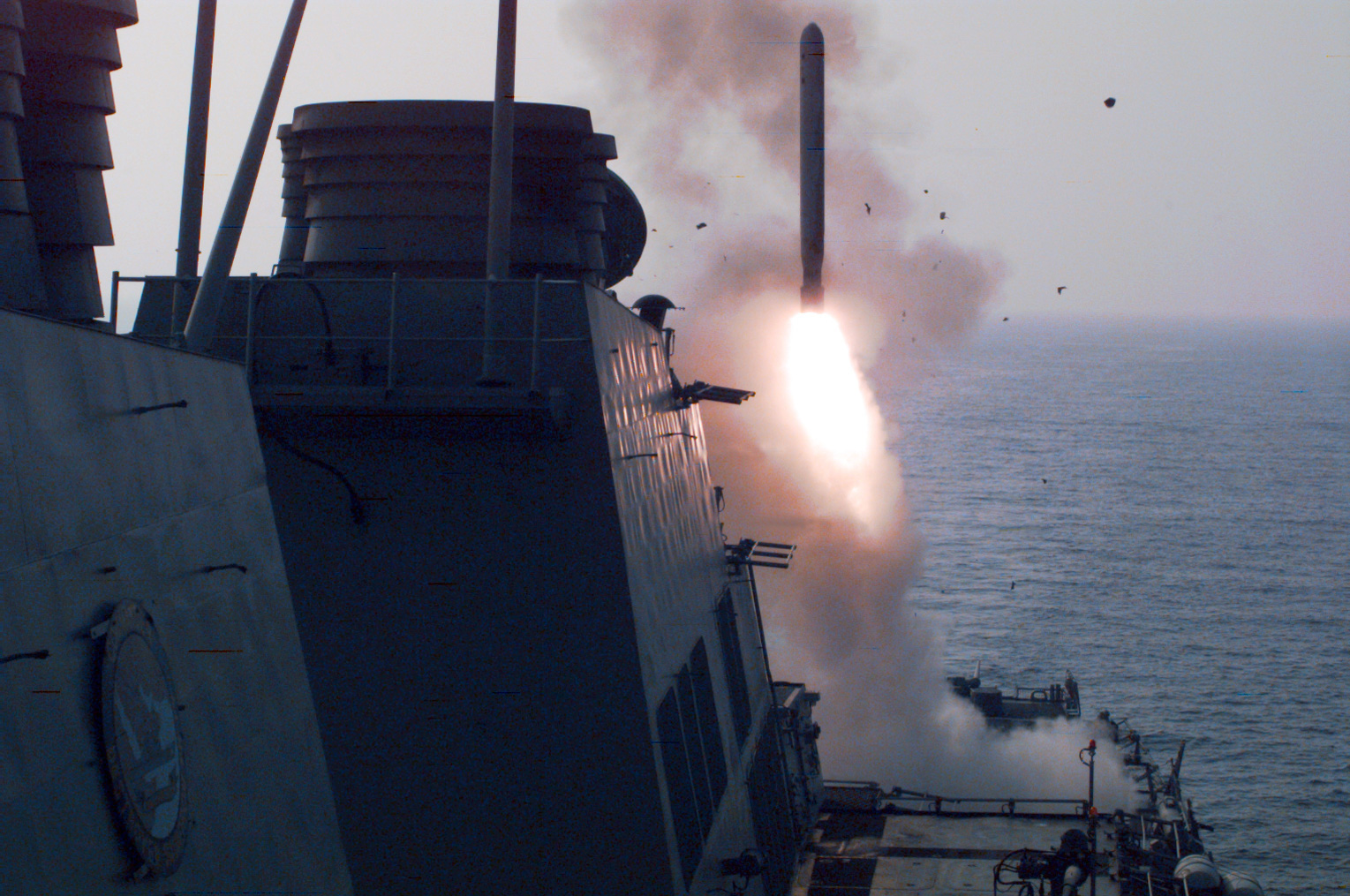
Az első fedélzeten található kilövőállásból indított robotrepülőgépek képe egy másik látószögből
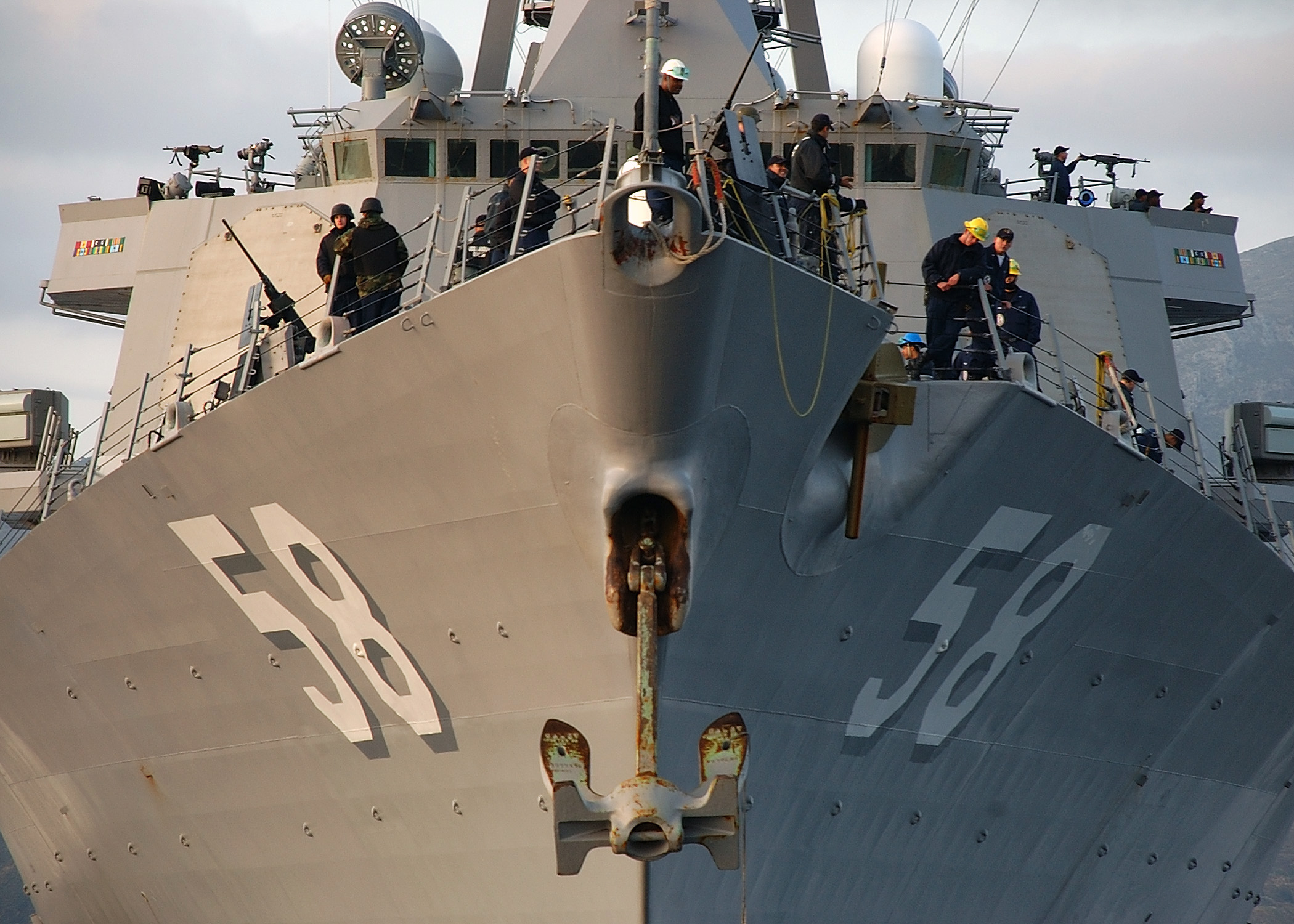
A Laboon személyzete kikötésre készül fel
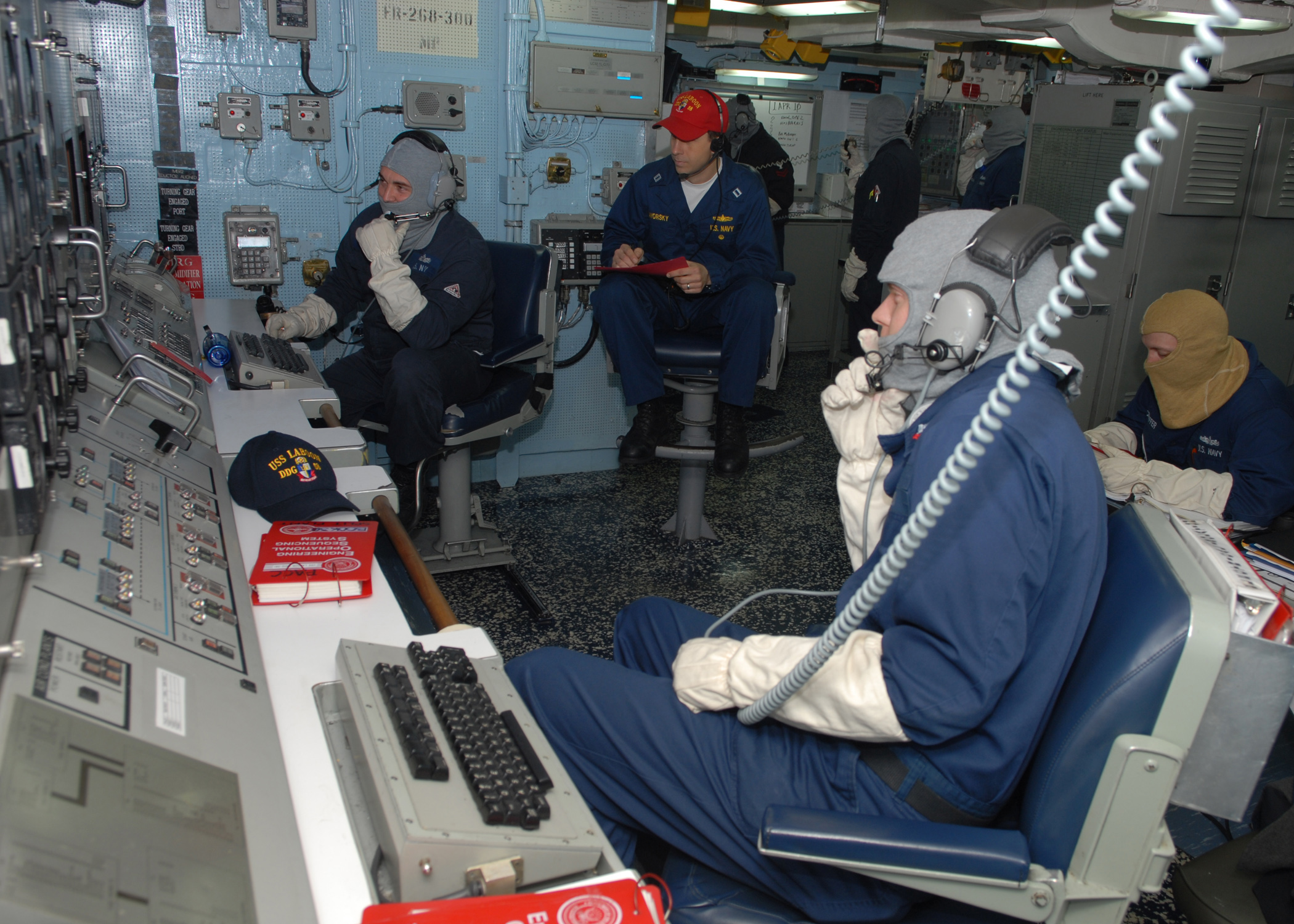
A hajó tűzoltói a központi vezérlőteremből figyelik a tűzoltási gyakorlat végrehajtását
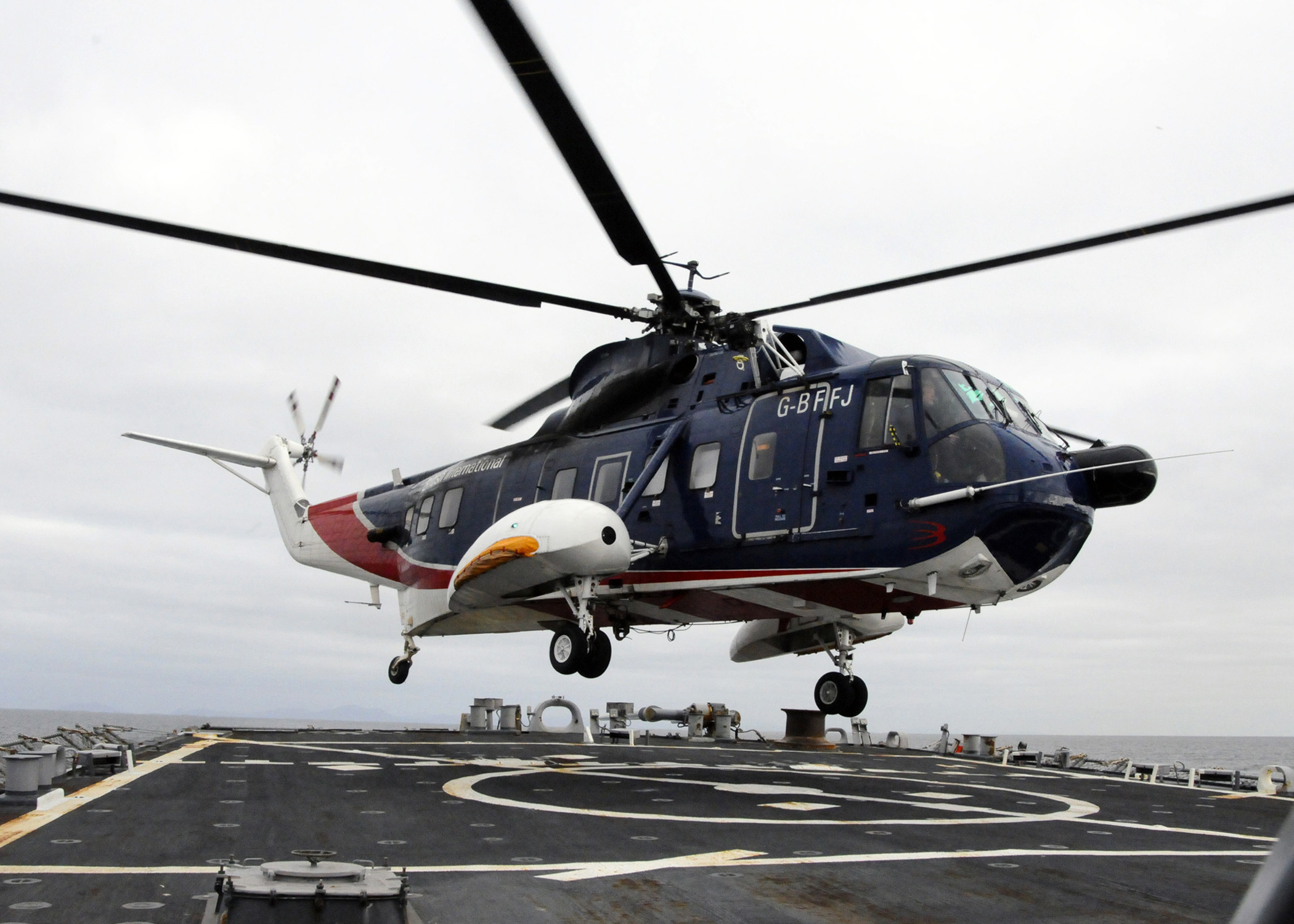
Egy brit Sikorsky S–61 helikopter felszáll a Laboon hátsó fedélzetéről a 2010-es Joint Warrior hadgyakorlat során